# Desa Talagasari (administrativ by i Indonesien, Jawa Barat, lat -7,45, long 107,09)
Desa Talagasari är en administrativ by i Indonesien.   Den ligger i provinsen Jawa Barat, i den västra delen av landet, 140 km söder om huvudstaden Jakarta.